# Skalnica ziarenkowata
Skalnica ziarenkowata (Saxifraga granulata L.) – gatunek rośliny wieloletniej z rodziny skalnicowatych.

## Rozmieszczenie
Występuje w całej Europie. W Polsce dość pospolita na niżu, w górach rzadka.

## Morfologia

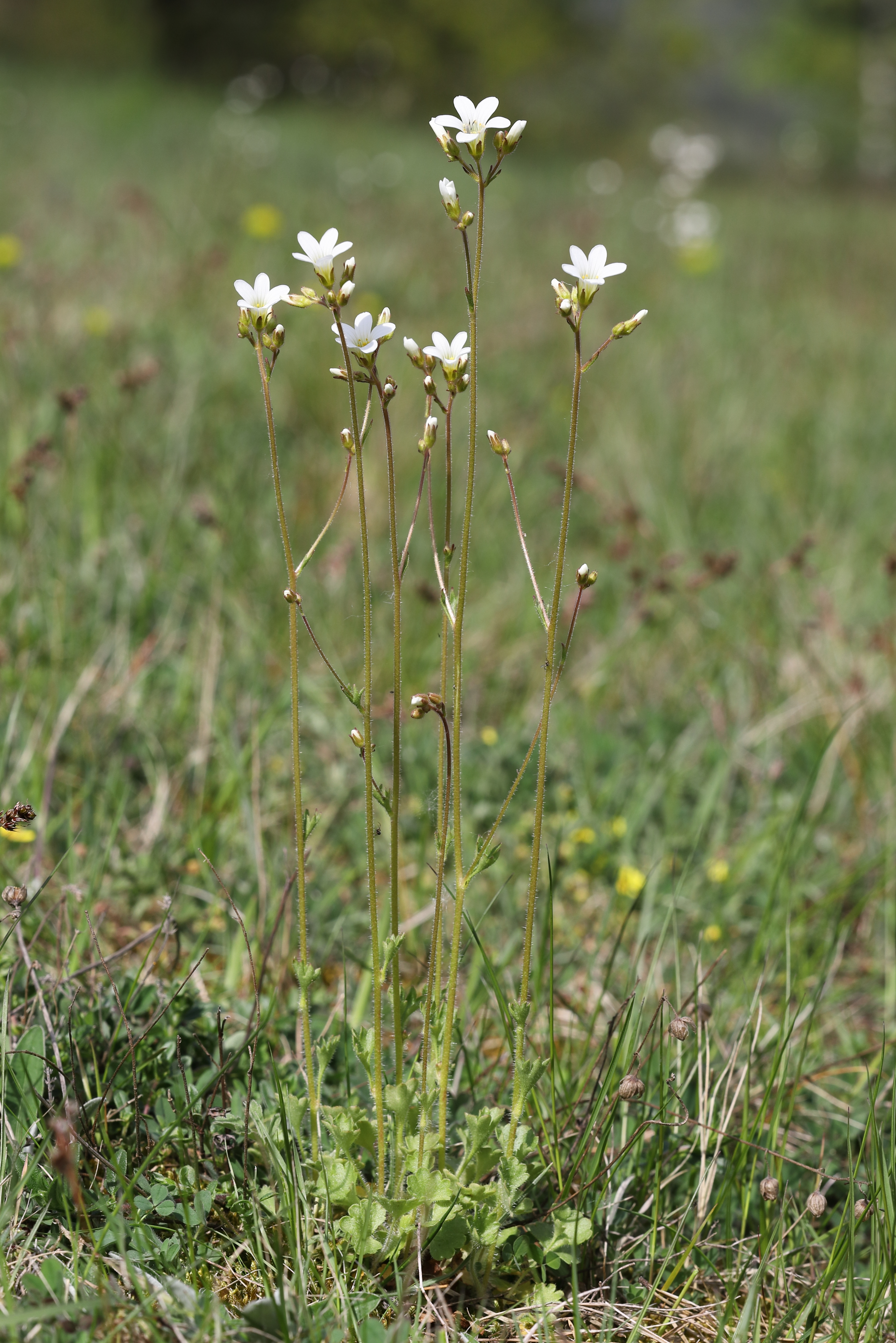
Pokrój

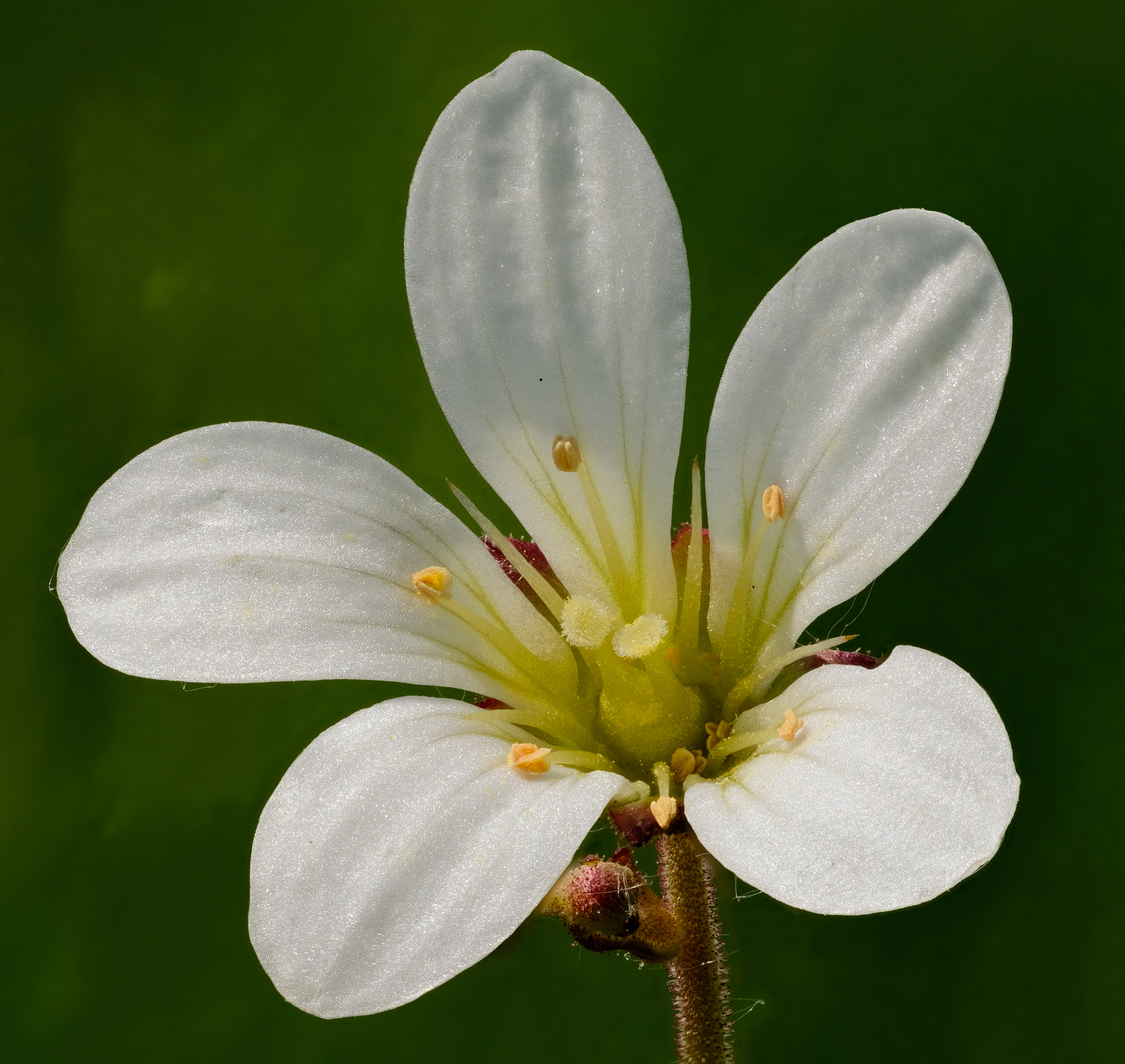
Kwiat

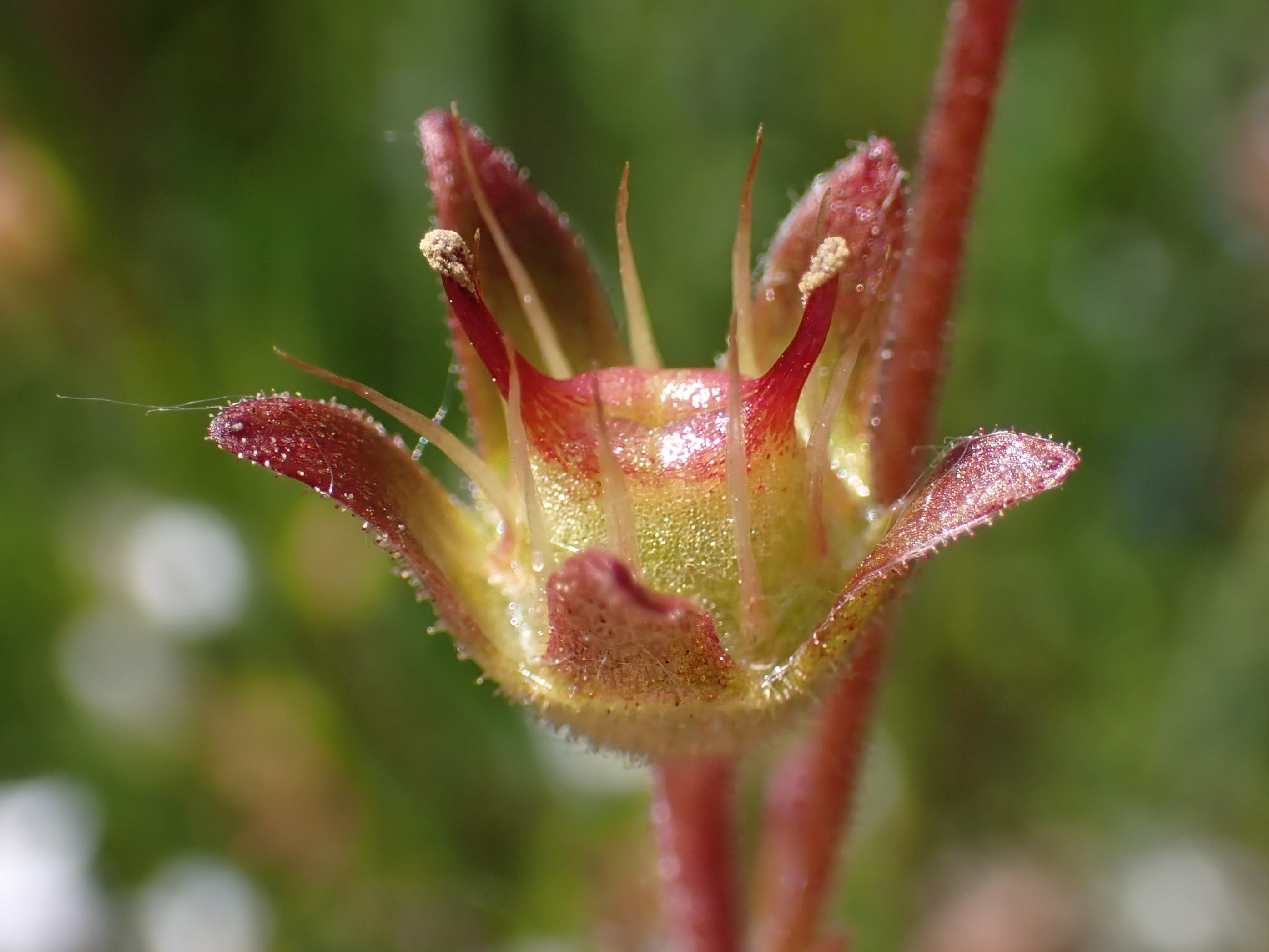
Owoc

PokrójDługość 15–40 cm.
KłączeZ licznymi bulwkowatymi rozmnóżkami o średnicy 5 mm, różniące się w zależności od siedliska.
ŁodygaCienka, pojedyncza, owłosiona. Wysokość od 20 do 50 cm.
LiścieOdziomkowe, okrągławonerkowate, głęboko karbowane lub karbowanoklapowane.
KwiatyBiałe o długości 3–4 mm, kilka sztuk występuje w wiechowatej wierzchotce.

## Biologia i ekologia
Bylina, hemikryptofit. Kwitnie od kwietnia do czerwca. Rośnie na suchych, ubogich murawach, jako jedna z nielicznych skalnic nie występuje w górach. Rośnie również w widnych lasach, na ich brzegach i na przydrożach, umiarkowanie nawożonych łąkach. Występuje na jałowych i ubogich w wapń darniach. W Polsce przede wszystkim na niżu, sporadycznie w górach. Dość dobrze trzyma się podłoża, a rośnie przeważnie w otoczeniu bujnej roślinności. Oprócz rozmnażania przez nasiona istnieje możliwość wegetatywnego rozmnażania przez czerwone bulwy. Znajdują się one w kątach obumarłych liści rozetkowych znajdujących się przy ziemi. W klasyfikacji zbiorowisk roślinnych gatunek charakterystyczny dla O. Arrhenatheretalia elatioris.

## Zmienność
Tworzy mieszańce z Saxifraga cuneata i Saxifraga trabutiana.